# کوک سیگرد
گوگسگرد (تفرش)، روستایی از توابع بخش مرکزی شهرستان تفرش در استان مرکزی ایران است.روستایی سرسبز و خوش آب و هوا،ییلاقی و دنج 
که محصولات کشاورزی عمده آن گردو ،بادام و انگور می باشد . از سمت شرق در هفتاد کیلومتری شهرستان تفرش و از سمت جنوب در 35کیلومتری شهرستان فرمهین واقع شده است.بیشتر مردم روستا به شهر قم و ساوه کوچ کرده اند.

## جمعیت
این روستا در دهستان رودبار قرار دارد و براساس سرشماری مرکز آمار ایران در سال ۱۳۸۵، جمعیت آن ۹۳ نفر (۲۱خانوار) بوده‌است.